# Le Paradis et la Péri

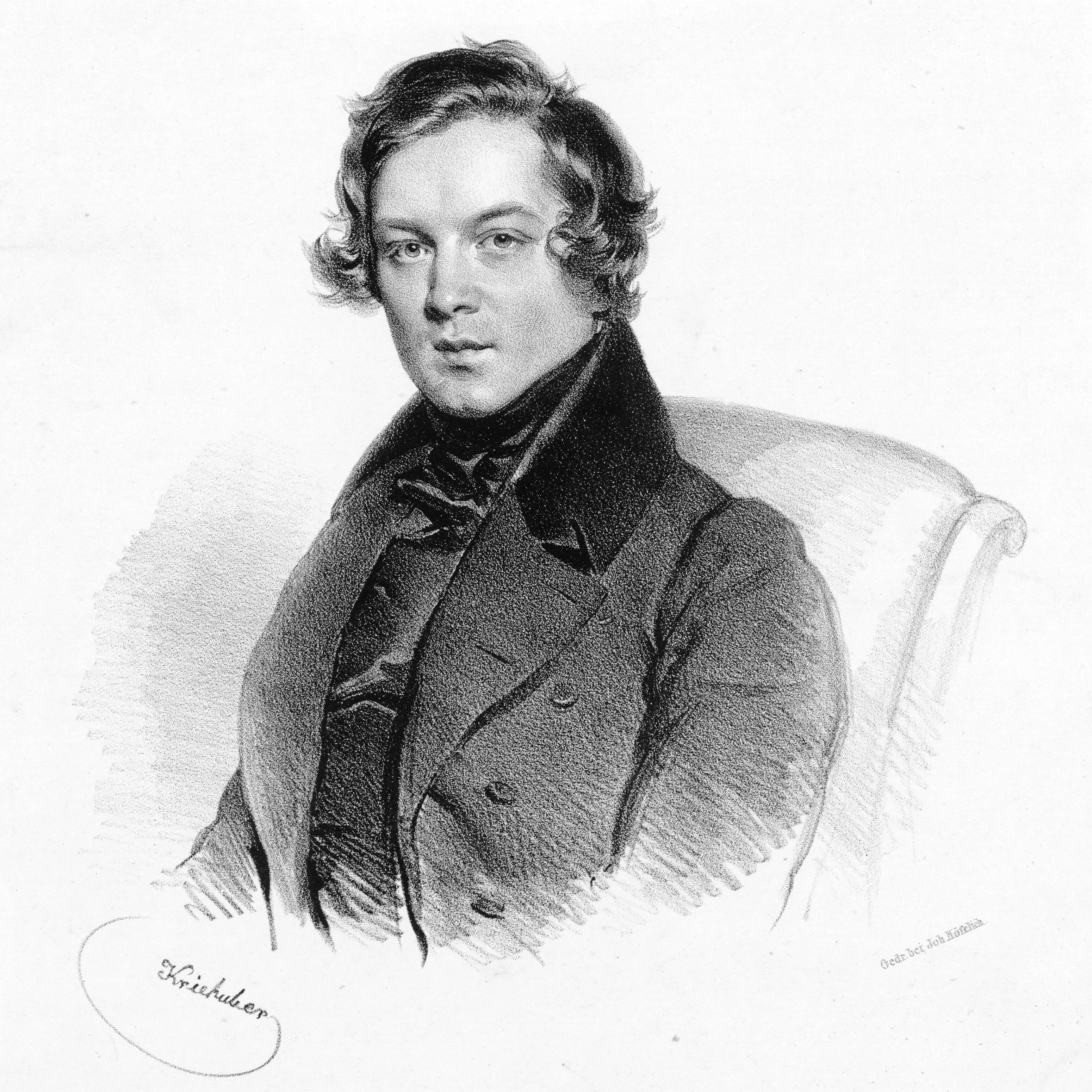
Portrait de Robert Schumann, 1839.

Le Paradis et la Péri (Das Paradies und die Peri), Op. 50,  est un oratorio profane de Robert Schumann. Il fut créé le 4 décembre 1843 à Leipzig.

## Structure
L'oratorio est conçu en trois parties, pour un total de 26 numéros, l'œuvre dure environ 90 minutes. Neuf solistes ainsi qu'un chœur mixte sont nécessaires à son exécution, les solistes chantent aussi bien les parties de certains rôles (la Péri, le tyran Gazna, la jeune fille, le jeune homme, l'ange) que certaines interventions narratives qui ne sont pas le seul fait du narrateur ténor. Sur les douze chœurs, cinq correspondent à des rôles précis (chœur des Indiens, chœur des conquérants, chœur des anges, chœur des paysans du Nil, chœur des Houris).

## Orchestration
| Instrumentation de Le Paradis et la Péri                                    |
| Cordes                                                                      |
| premiers violons, seconds violons, altos, violoncelles, contrebasses, harpe |
| Bois                                                                        |
| 2 flûtes, 1 piccolo, 2 hautbois, 2 clarinettes, 2 bassons                   |
| Cuivres                                                                     |
| 4 cors, 2 trompettes, 3 trombone, 1 ophicléide                              |
| Percussions                                                                 |

## Livret
Le livret de l'oratorio est une traduction et une adaptation de l'épopée orientale Lalla Rookh (1817) de Thomas Moore par Emil Flechsig. Schumann connaissait vraisemblablement le récit de Moore depuis sa jeunesse puisqu'une traduction était parue dans le journal de son père en 1822. Sur la demande de Schumann, son ami Emil Flechsig (1808-1878) commença à travailler sur le texte en 1841 et termina le livret le 6 janvier 1842. Schumann qualifia sa pièce de "Dichtung", un terme allemand désignant un processus de création poétique, et non pas d'oratorio, afin de clamer le caractère novateur de sa production.

## Intrigue
La Péri (terme persan pour fée ou elfe), fille d'un ange déchu et d'un mortel, tente d'accéder à nouveau au paradis dont elle a été exclue du fait de l'impureté de ses origines. Pour ce faire, elle doit apporter à l'ange le bien que le ciel convoite le plus. Ses deux premiers présents - la dernière goutte de sang d'un guerrier agonisant dans sa lutte contre un tyran et le dernier soupir d'une jeune fille morte de la peste dans les bras de son bien-aimé - ne sont pas acceptés par l'ange. Cependant elle se voit offrir l'accès au paradis lorsqu'elle lui apporte la larme de repentir qu'un criminel a versée en se souvenant de l'innocence de son enfance.

## Sources
- (de) Cet article est partiellement ou en totalité issu de l’article de Wikipédia en allemand intitulé « Das Paradies und die Peri » (voir la liste des auteurs).